# Елпин
Елпин (арм. Ելփին) — село в Вайоцдзорской области Республики Армении.
Расположен в 97 км на юго-восток от Еревана и в 27 км на запад от Ехегнадзора. Село расположено на трассе Ереван—Горис. К западу от села проходит трасса в направлении Еревана через Тухманукский перевал, а ближайшее село на западе — Зангакатун, которое находится уже за перевалом в соседней Араратской области. К юго-востоку от села трасса ведёт в направлении Ехегнадзора, далее в Горис, а ближайшее село на трассе — Чива. На восток уходит грунтовая дорога в село Агавнадзор. Со всех остальных сторон село окружают горы, а на юге находится Нахичеванская Автономная Республика (Азербайджан), от которой село отделяет гора Гуннут. Территория общины простирается от 1400 до 2800 м, когда само поселение расположено на отметке 1545 м над уровнем моря. Количество хозяйств — 376, домов — 260, семей — 296 (по состоянию на 2007 год). Основным занятием членов общины является садоводство, растениеводство, животноводство, птицеводство и пчеловодство.

## История
Село было основано в 1828 году, после русско-персидской войны 1826—1828 годов. Основателями были этнические армяне из персидских регионов Хой и Сельмас. Хотя территория Елпина была заселена ещё с каменного века, свидетельства чему хранятся в этнографическом музее Ехегнадзора.

## Культура
Село окружено монастырями и объектами культурного наследия. На северо-западе от села расположены остатки средневекового замка, в 10 км от них отделанные надгробные камни. По грунтовой дороге в Агавнадзор находятся остатки поселения Гешин, которые известны своими пещерами.